# Nick Stabile
Nicholas Francis „Nick” Stabile (ur. 4 marca 1971 w Wheat Ridge) – amerykański aktor telewizyjny i filmowy.

## Wczesne lata
Urodził się w Wheat Ridge w Kolorado jako syn Sandry i Nicholasa Stabile’a. Jego rodzina była pochodzenia włoskiego. Dorastał w Arvada. Po ukończeniu Uniwersytetu Stanu Kolorado i Państwowego Konserwatorium Teatralnego w Denver, przeprowadził się do Los Angeles. 

## Kariera
Pojawił się po raz pierwszy na małym ekranie w serialu CBS Klient (The Client, 1995). Od stycznia 1997 do stycznia 1998 odtwarzał rolę Marka Wolpera w operze mydlanej NBC Sunset Beach, zanim jego bohater został zabity. 
Na kinowym ekranie debiutował rolą ekranowego przyjaciela Katherine Heigl w horrorze komediowym Narzeczona laleczki Chucky (Bride of Chucky, 1998) – przed kamerą imponował rozwiniętą muskulaturą. Za rolę Rogera w filmie krótkometrażowym Leaving Peoria (2000) został uhonorowany nagrodą dla „Najbardziej obiecującego nowego aktora” na Sun Valley Film Festival. W miniserialu ABC Plażowi chłopcy: Amerykańska rodzina (The Beach Boys: An American Family, 2000) w reżyserii Jeffa Blecknera zagrał perkusistę i wokalistę zespołu The Beach Boys – Dennisa Wilsona. Od sierpnia do września 2004 wystąpił w roli Nicholasa Foxwortha „Foxa” Crane w operze mydlanej NBC Passions, podczas gdy odtwórca tej postaci – Justin Hartley przebywał na urlopie ze swoją żoną Lindsay. 
W 1996 miał zagrać postać Nikolasa Cassadine’a w operze mydlanej ABC Szpital miejski (General Hospital), jednak ostatecznie rolę objął Tyler Christopher. Dopiero 17 czerwca 2016 zastąpił Tylera Christophera i otrzymał rolę Nikolasa Cassadine’a w Szpitalu miejskim.
Wziął udział w reklamach: Forda Taurus Expectant Mother, Micheloba Ultra Love Match i damskiego dezodorantu TV Advert Impulse.

## Życie prywatne
W 2007 poślubił za aktorkę Tricię Small. Mają córkę Ellę Grace (ur. 2008). Jednak doszło do rozwodu. 7 listopada 2017 ożenił się z Nicky Stabile.

## Filmografia

### Filmy
- 1998: Narzeczona laleczki Chucky (Bride of Chucky) jako Jesse Miller
- 2000: Leaving Peoria (film krótkometrażowy) jako Roger
- 2002: Nancy Drew (TV) jako Ned
- 2002: Święty Mikołaj Junior (Santa, Jr., TV) jako Chris Kringle Jr
- 2003: Descendant jako John Burns
- 2006: Rodeo Girl jako Martin
- 2006: Sheltered jako Cody

### seriale TV
- 1996: Boston Common jako Andy
- 1996: Krok za krokiem (Step by Step) jako Danny
- 1997–1998: Sunset Beach jako Mark Wolper
- 1999: Undressed jako Dave
- 1999: Czarodziejki (Charmed) jako Owen Grant
- 1999: Jezioro marzeń (Dawson's Creek) jako Colin Manchester
- 2001: Asy z klasy (Popular) jako Jamie Roth
- 2004: Passions jako Fox Crane
- 2004: Pół na pół (Half & Half) jako Nick Tyrell
- 2006: CSI: Kryminalne zagadki Miami (CSI: Miami) jako Damon Slone
- 2007: Święci i grzesznicy (Saints & Sinners) jako Gabe Capshaw
- 2008: Bez śladu (Without a Trace) jako Bruce Meyer
- 2009: Ocalić Grace (Saving Grace) jako prof. Aaron Zeyton
- 2009: Dni naszego życia (Days of Our Lives) jako Dean Hartman
- 2016: Szpital miejski (General Hospital) jako Nikolas Cassadine